# 존 폴 게티 3세
존 폴 게티 3세(John Paul Getty III, 1956년 11월 4일 ~ 2011년 2월 5일)는 석유 부자 진 폴 게티의 손자였으며, 1973년 로마에서 살다가 범죄 조직 은드랑게타에 납치되었다가 한쪽 귀를 잘리고 몸값 300만 달러를 주고나서 5개월만에 풀려났다. 게티는 그 이후 마약과 알코올 중독에 빠졌고 결국 과다 복용과 뇌졸중으로 이어져 남은 평생 동안 심각한 장애를 겪었다.
게티 3세는 16세였던 1973년 7월 10일 낮 3시 로마의 파르네세 광장에서 납치되어서 칼라브리아 동굴에 감금되었다. 납치범들은 당시 1700만달러를 요구했으나 게티 3세의 할아버지 진 폴 게티는 거부했다. 납치범들은 게티 3세의 한쪽 귀를 잘라 우편으로 보내는 동시에 몸값 320만달러를 요구하면서 만약 10일 안에 돈을 보내지 않으면 게티 3세의 몸 어딘가를 더 토막내겠다는 편지도 보냈다. 그의 할아버지인 진 폴 게티는 그제서야 협상을 하면서도 결국 몸값을 300만 달러까지 깎았다. 그마저도 그의 할아버지 진 폴 게티는 220만 달러만 주고 나머지 80만 달러는 아들 존 폴 게티에게 연 4% 이자로 빌려주었다. 간신히 게티 3세는 납치 탈출에 성공했지만, 그 이후 마약과 알코올 중독에 빠져 20대에 시력을 잃고 목소리도 나오지 않게 됐다.

## 같이 보기
- 진 폴 게티
- 올 더 머니